# Pierre-Marie Osouf
Pierre-Marie Osouf MEP (jap. ピエール・オズーフ) (ur. 26 maja 1829 w Cerisy-la-Salle, zm. 27 czerwca 1906 w Tokio) – francuski duchowny rzymskokatolicki, misjonarz, pierwszy arcybiskup tokijski.

## Biografia
Pierre-Marie Osouf urodził się 26 maja 1829 w Cerisy-la-Salle we Francji. Studiował w Wyższym Seminarium Duchownym w Coutances. 11 lipca 1852 otrzymał święcenia prezbiteriatu i został kapłanem diecezji Coutances. Od razu po święceniach poprosił o zgodę na wyjazd na misje, jednak z powodów zdrowotnych odmówiono mu. Przez następne trzy lata pracował w kurii biskupiej, po czym uzyskał zgodę na wyjazd na misje. Został członkiem Towarzystwa Misji Zagranicznych w Paryżu. Po ukończeniu seminarium misyjnego 1 czerwca 1856 wypłynął do Singapuru. Oprócz tego miasta pracował również w Hongkongu. W 1875 odwołany do Paryża, gdzie został dyrektorem seminarium.
19 grudnia 1876 papież Pius IX mianował go wikariuszem apostolskim Północnej Japonii i biskupem in partibus infidelium Arsinoë in Arcadia. 11 lutego 1877 w kaplicy seminaryjnej Towarzystwa w Paryżu przyjął sakrę biskupią z rąk arcybiskupa Aix Théodora-Augustina Forcade'a. Współkonsekratorami byli wikariusz apostolski Południowej Japonii Bernard Petitjean oraz biskup Coutances Abel-Anastase Germain.
15 czerwca 1891 papież Leon XIII ustanowił archidiecezję tokijską i jej pierwszym metropolitą mianował bpa Osoufa. Na starość podupadł na zdrowiu i poprosił o wyznaczenie koadiutora, który został mianowany w 1902. Abp Osouf zmarł 27 czerwca 1906 w Tokio w Japonii.